# Аркаев, Леонид Яковлевич
Леонид Яковлевич Аркаев (род. 3 июня 1940, Москва) — советский, российский гимнаст. Тренер по спортивной гимнастике. Заслуженный тренер СССР и России. Кандидат педагогических наук, профессор, член-корреспондент Петровской академии наук и искусств.

## Образование
В 1947—1957 годах Леонид Аркаев учится в московской средней школе № 399. По её окончании поступает в Московский инженерно-строительный институт имени В. В. Куйбышева, который оканчивает в 1966 году.
В 1977 году окончил Московский областной институт физической культуры. В 1995 году защищает кандидатскую диссертацию в Институте имени Лесгафта.

## Спортивная карьера
Спортивной гимнастикой гимнастикой занимается с 13 лет. В 1957 году участвует в Спартакиаде школьников СССР (Рига). С 1958 года мастера спорта СССР. С 1959 года член сборной СССР.
Л. Аркаев — многократный чемпион Москвы, двукратный чемпион Спартакиады народов СССР в составе команды города Москвы, обладатель серебряной медали на чемпионате СССР в упражнении на перекладине. Запасной участник чемпионата мира 1966 года в Дортмунде.

## Карьера тренера
С 1973 года работает старшим тренером мужской сборной СССР по спортивной гимнастике.
С 1986 до 1991 г. Л. Аркаев занимал должность начальника Управления гимнастики Госкомспорта СССР.
С 1992 года Леонид Яковлевич Аркаев главный тренер мужской и женской сборных России по гимнастике, избран президентом Федерации спортивной гимнастики России. Работал в этих должностях до декабря 2004 года.
- Монреаль-1976 (4 золота, 4 серебра, 1 бронза),
- Москва-1980 (4 – 7 – 2),
- Сеул-1988 (8 – 2 – 1),
- Барселона-1992 (9 – 5 – 4),
- Атланта-1996 (3 – 2 – 3),
- Сидней-2000 (5 – 5 – 5),
- Афины-2004 (0 – 1 – 2).

В конце декабря 2005 переехал в Корею, где работал главным тренером женской команды и консультантом - мужской.
После того, как его контракт с южнокорейской сборной закончился, из всех предложений, в том числе и зарубежных, Аркаев выбрал предложение поучаствовать в становлении спортивной гимнастики в Мордовии. 29 марта 2009 года был введен в эксплуатацию «Гимнастический центр Л. Аркаева» в Саранске, где Леонид Яковлевич работает старшим тренером.

## Родители, семья
Отец — Аркаев Яков Николаевич (1911—1943). Мать — Аркаева Анастасия Петровна (1911—2000). Супруга — Аркаева Людмила Евгеньевна (1941 г. рожд.). Дочери: Екатерина Леонидовна (1965 г. рожд.), Ксения Леонидовна (1975 г. рожд.). Внуки: Никита, Максим, Елизавета, Анастасия, Клим, Марина. Правнуки: Полина, Брис.
Родители Леонида Аркаева родом из мордовской деревни Сайгуши. После переехали в Щелково и работали на химическом заводе. В 1943 году Яков Николаевич добровольцем уходит на фронт; в том же году в одном из боев в Харьковской области он погибает. До 1944 года Анастасия Петровна с детьми находилась в эвакуации в Мордовии.

## Награды, почётные звания
- Заслуженный тренер СССР и России;
- Орден Ленина;
- Орден Трудового Красного Знамени;
- Орден Дружбы народов;
- Орден «Знак Почёта»;
- Орден «За заслуги перед Отечеством» III степени (26 августа 1996 года) — за заслуги перед государством и большой личный вклад в развитие отечественного спорта[4]
- Орден «За заслуги перед Отечеством» II степени (19 апреля 2001 года) — за большой вклад в развитие физической культуры и спорта, высокие спортивные достижения на Играх XXVII Олимпиады 2000 года в Сиднее[5]

## Интервью
- Леонид Аркаев: «Изменником себя не считаю»
- Интервью «Известиям Мордовии»